# 孟子義
孟子义（1994年12月5日—），吉林省長春市人，畢業於北京電影學院，中国内地影视女演员。
2014年，参演个人首部电视剧《武神赵子龙》，首次触电荧屏 。2016年参演的电视剧《人民检察官》播出，这是她首次挑战现代剧，以充满灵性的表演从而受到关注。2019年，主演古装仙侠剧《陈情令》。2022年，主演的古装剧《说英雄谁是英雄》、《沉香如屑·沉香重华》相继播出，凭借该年度表现，获得微博视界大会年度优秀艺能奖 。2023年，参加《2023湖南卫视芒果TV春节联欢晚会》；主演的古装轻喜爱情剧《花琉璃轶闻》播出，凭借该年度表现，获得2023腾讯视频星光大赏 年度突破电视剧演员、年度节目新锐之星奖 ；同年底，参加2024江苏卫视跨年演唱会，在晚会中担任幸福大使，并与周华健等多名艺人一起合唱歌曲《让我欢喜让我忧》。2024年12月6日，领衔主演的双强宿命感高智斗骊袭爽剧《九重紫》播出。

## 早期经历
2013年，孟子义考入北京电影学院表演系本科班。入学之初，同学将她的生活照传到微博上参加“谁是北电校花”的投票活动，最终孟子义凭借清新形象当选北影校花，并开始受到关注。

## 演艺经历

### 2014年
孟子義参与拍摄个人首部电视剧《武神趙子龍》，飾演夏侯輕衣的丫鬟石硯。同年，在反腐涉案劇《人民檢察官》出演了女二號周雯雯 ，並在《傻兒傳奇2之抗戰到底》中飾演日本女特務魅影。

### 2015年
出演抗战剧《战神之血染的青春》，在其中饰演青春靓丽的渔家女林清月。

### 2016年
4月，跟随《武神赵子龙》剧组参加爱奇艺自制综艺《大牌对王牌》的录制。8月，出演都市偶像劇《何所冬暖，何所夏涼》，飾演女二號楊亞俐；10月，作為科班生加盟由湖南衛視聯合上海戲劇學院推出的綜藝節目《一年級·畢業季》；同年，與鍾漢良、馬天宇共同拍攝現代情感劇《涼生，我們可不可以不憂傷》，飾演为爱执着的女二號寧未央。

### 2017年
武俠劇《射雕英雄傳》播出，在其中飾演穆念慈，並憑藉此劇在香港的熱播成為同年香港莎莎婦女銀袋日的形象大使；同年，孟子義出演的剧集《內衣先生》、《將夜》、《那抹屬於我的星光》陆续播出。

### 2018年
在古裝仙俠劇《陳情令》飾演溫情。同年，在都市情感劇《我不是購物狂》中飾演女一號高楊。

### 2019年
1月，在電影《中國機長》中飾演頭等艙女乘客；4月，出演古裝歷史劇《燕雲台》；10月，参加腾讯视频青春体育跨界类型节目《超新星全运会第二季》，古裝劇《浮世双娇传》開機，孟子義飾演女一號符玉盞 。

### 2020年
1月1日，與王陽明、李燊等主演的都市青春勵志大劇《我不是購物狂》開播，在劇中飾演突遭家庭變故的落難千金高楊；9月28日，孟⼦義主演的古裝言情勵志劇《浮世雙嬌傳》在騰訊視頻播出；10月2日，參加騰訊視頻角色競演類真人秀《演員請就位第二季》，并得到了著名导演陈凯歌的赞赏；11月3日，特別出演的古裝傳奇劇《燕雲台》騰訊視頻播出，在劇中飾演溫婉嫻靜、知書達理，頗有大家閨秀風範的李繼忠之女李思。12月，出演《雪中悍刀行》，飾演紅薯；同月在《了不起的裴千戶》中飾演女主角明月奴，並在革命題材電視劇《大浪淘沙：啟航》中飾演林帆。

### 2021年
1月8日，孟子义参与录制的综艺节目《奔跑吧·黄河篇》播出 ；5月11日，出演的电视剧《大浪淘沙》播出，在剧中饰演林帆 ；5月13日，加盟腾讯视频综艺节目《五十公里桃花坞-北京》，担任桃花坞”居民“；7月，作为嘉宾参加综艺节目《奔跑吧第五季》；10月30日，主演的古装玄幻电影《镜花缘之决战女儿国》在腾讯视频上映，在片中饰演女儿国国王若水 ；12月15日，主演的古装励志剧《雪中悍刀行》在腾讯视频和中央电视台电视剧频道联合播出，在剧中饰演梧桐苑徐凤年身边的大丫头红薯。

### 2022年
5月23日，孟子义与曾舜晞、杨超越、刘宇宁主演的古装武侠剧《说英雄谁是英雄》播出，在剧中饰演才情与美貌并存的江湖奇女子雷纯；6月3日，参演的解压推理真人秀《萌探探探案第二季》播出；6月19日，参加的综艺节目《五十公里桃花坞-海边》在腾讯视频播出；7月20日，与杨紫、成毅联袂主演的古装爱情仙侠剧《沉香如屑·沉香重华》播出，在剧中饰演颜淡的双生姐姐芷昔；8月30日，作为“心动侦探”参加的综艺节目《心动的信号第五季》在腾讯视频播出；10月10日，与任豪、葛秋谷等主演的电视剧《上元锦绣》开机；11月29日，参加《微博视界大会》，获得年度优秀艺能奖。

### 2023年
1月15日，参加《2023湖南卫视芒果TV春节联欢晚会》，与高瀚宇、蒋依依、马启越表演开场秀歌舞《兔年福气蹦蹦来》；1月16日，参加《百度沸点元宇宙之夜》；3月15日，与徐正溪领衔主演的古装轻喜爱情剧《花琉璃轶闻》在腾讯视频播出，在剧中饰演以造作娇弱示人的花琉璃；5月12日，参加的综艺节目《你好，星期六》和《漂亮的战斗》同日播出；5月28日，参加的群居生活体验类真人秀《五十公里桃花坞-山野》在腾讯视频播出；7月25日，参加的综艺《心动的信号第六季》在腾讯视频播出，在节目中担任“心动丘比特”，助力素人嘉宾勇敢追爱 ；8月18日，参加《超级818汽车狂欢夜》，演唱歌曲《盛夏的果实》；9月7日，出演的悬疑奇幻网剧《西出玉门》播出；12月17日，参加《2023腾讯视频星光大赏》，凭借该年度表现获得年度突破电视剧演员、年度节目新锐之星 ；12月31日，参加《2024江苏卫视跨年演唱会》，在晚会中担任幸福大使，并与周华健等多名艺人一起合唱歌曲《让我欢喜让我忧》。

### 2024年
4月26日，参演的综艺《萌探2024》在爱奇艺播出 ；5月20日，参演的电视剧《桃花映江山》开机 ；6月17日，参演的电视剧《金庸武侠世界》播出；6月22日，参演的电影《云边有个小卖部》上映 ；7月29日，特邀出演的暗黑奇幻剧《冰雪谣》播出。10月25日起，参加的综艺节目《我的主场》在爱奇艺播出。10月，领衔主演的网剧《三线谜回》开机。12月6日，领衔主演的古装爱情电视剧《九重紫》播出。12月31日，参加《2024-2025湖南卫视芒果TV跨年晚会》，演唱歌曲《盛夏的果实》。

### 2025年
1月4日，出席2024腾讯视频星光大赏荣获年度节目人气之星、年度闪耀艺人。1月11日，参加《2024微博之夜》与李昀锐演唱歌曲《昭昭墨墨》，并获得微博年度闪耀演员。 1月11日，参加《百花迎春——中国文学艺术界2025春节大联欢》录制，表演节目《金风玉露》。3月17日，参演电视剧《百花杀》官宣。

## 音樂作品
| 發行日期      | 歌曲名稱     | 歌曲資料                  | 備註                              |
| 2021年7月15日 | 《剛好》     | 作词：李雪琴 作曲：彭楚粤 | 腾讯视频《五十公里桃花坞》主题曲  |
| 2023年7月9日  | 《剛好2023》 | 作词：李雪琴 作曲：彭楚粤 | 腾讯视频《五十公里桃花坞3》主题曲 |
| 2024年12月8日 | 《昭昭墨墨》 | 作词：周洁颖 作曲：胡小鸥 | 电视剧《九重紫》OST               |

## 影視作品

### 電影
| 上映年份 | 电影名稱           | 角色         | 备注     |
| 2019年   | 中国机长           | 頭等艙女乘客 |          |
| 2021年   | 镜花缘之决战女儿国 | 若水         | 網絡電影 |
| 2024年   | 云边有个小卖部     | 唐糖         | 友情出演 |

### 電視劇
| 首播年份 | 剧名                     | 角色   | 备注                       |
| 2016年   | 傻兒傳奇之抗戰到底       | 魅影   |                            |
| 2016年   | 武神趙子龍               | 石硯   |                            |
| 2016年   | 人民檢察官               | 周雯雯 |                            |
| 2016年   | 戰神之血染的青春         | 林清月 |                            |
| 2017年   | 射鵰英雄傳               | 穆念慈 |                            |
| 2017年   | 何所冬暖，何所夏涼       | 楊亞俐 |                            |
| 未播     | 断玉                     |        | 原名: 深渊行者，2017年拍攝 |
| 2018年   | 内衣先生                 | 徐萌萌 |                            |
| 2018年   | 涼生，我們可不可以不憂傷 | 寧未央 |                            |
| 2018年   | 那抹属于我的星光         | 苏颜   | 网络剧                     |
| 2018年   | 將夜                     | 叶红鱼 | 网络剧                     |
| 2019年   | 陈情令                   | 温情   | 网络剧                     |
| 2020年   | 我不是購物狂             | 高杨   |                            |
| 2020年   | 浮世双娇传               | 符玉盏 | 网络剧                     |
| 2020年   | 燕雲台                   | 李思   | [ 14 ]                     |
| 2021年   | 大浪淘沙                 | 林帆   |                            |
| 2021年   | 雪中悍刀行               | 红薯   | 网络剧                     |
| 2022年   | 说英雄谁是英雄           | 雷纯   | 网络剧                     |
| 2022年   | 沉香如屑·沉香重華        | 芷昔   | 网络剧                     |
| 2023年   | 花琉璃軼聞               | 花琉璃 | 网络剧                     |
| 2023年   | 西出玉门                 | 龙芝   | 网络剧                     |
| 2024年   | 金庸武侠世界             | 梅超风 | 网络剧                     |
| 2024年   | 冰雪谣                   | 衛秋   | 网络剧                     |
| 2024年   | 九重紫                   | 竇昭   |                            |
| 2025年   | 淮水竹亭                 | 青木媛 | 网络剧                     |
| 2025年   | 桃花映江山               | 姜桃花 | 网络剧                     |
| 2025年   | 华山论剑                 | 梅超风 | 网络剧                     |
| 待播     | 了不起的裴千户           | 明月奴 | 网络剧                     |
| 待播     | 三线谜回                 | 易飒   | 网络剧                     |
| 待播     | 百花杀                   | 沈汐和 |                            |
| 待播     | 尚公主                   | 暮晚瑶 |                            |

## 綜藝節目
| 播出年份 | 播出日期 | 頻道              | 節目名稱                 | 備註     |
| 2016年   | 10月12日 | 芒果TV            | 《一年级·毕业季》        | 科班生   |
| 2021年   | 5月22日  | 腾讯视频          | 《五十公里桃花塢》       | 坞民     |
| 2021年   | 7月31日  | 芒果TV            | 《女儿们的恋爱第四季》   |          |
| 2022年   | 6月12日  | 腾讯视频          | 《五十公里桃花坞第二季》 | 老坞民   |
| 2022年   | 8月16日  | 腾讯视频          | 《心动的信号第五季》     | 心動偵探 |
| 2023年   | 5月12日  | 爱奇艺            | 《漂亮的战斗》           | 漂亮团   |
| 2023年   | 5月28日  | 腾讯视频          | 《五十公里桃花坞第三季》 | 老坞民   |
| 2023年   | 7月25日  | 腾讯视频          | 《心动的信号第六季》     | 心動偵探 |
| 2024年   | 4月26日  | 爱奇艺            | 《萌探2024》             | 萌探家族 |
| 2024年   | 5月25日  | 腾訊視頻          | 《五十公里桃花坞第四季》 | 老坞民   |
| 2025年   | 4月25日  | 腾讯视频/优酷视频 | 《奔跑吧13》             |          |

## 公開活動

### 粉絲見面會、宣傳、發布會
| 年份   | 日期    | 主題                       | 備註 |
| 2021年 | 5月21日 | 五十公里桃花塢發布會       |      |
| 2023年 | 6月19日 | 2023騰訊視頻影視年度發布會 |      |
| 2023年 | 9月16日 | 西出玉門見面會             |      |
| 2025年 | 4月17日 | 奔跑吧13發佈會             |      |

### 時尚盛典/頒獎典禮
| 年份   | 日期     | 播放平台 | 主題                     | 備註 |
| 2018年 | 12月4日  |          | 第十五届MAHB年度先生盛典 |      |
| 2018年 | 12月20日 | 搜狐視頻 | 2018搜狐時尚盛典         |      |
| 2019年 | 1月11日  | 新浪微博 | 2018微博之夜             |      |
| 2019年 | 5月28日  |          | OK！摯愛風尚大賞         |      |
| 2021年 | 10月15日 |          | 芭莎美妝大獎             |      |
| 2021年 | 11月18日 |          | ELLE風尚大典             |      |
| 2022年 | 11月29日 | 新浪微博 | 微博視界大會             |      |
| 2023年 | 12月7日  | 淘宝     | 智族GQ Moty年度人物盛典  |      |
| 2023年 | 12月17日 | 騰訊視頻 | 騰訊視頻星光大賞         |      |
| 2025年 | 1月4日   | 騰訊視頻 | 騰訊視頻星光大賞         |      |
| 2025年 | 1月11日  | 新浪微博 | 微博之夜                 |      |

### 晚會
| 年份   | 日期     | 播放平台                 | 主題                                   | 備註 |
| 2021年 | 11月10日 | 優酷、浙江衛視、東方衛視 | 2021天貓雙十一全球狂歡夜               |      |
| 2022年 | 1月25日  | 騰訊視頻                 | 家族年年年夜FAN 2022                   |      |
| 2022年 | 8月18日  | 浙江衛視                 | 超級818汽車狂歡夜                      |      |
| 2023年 | 1月15日  | 湖南衛視                 | 2023湖南衞視春節聯歡晚會               |      |
| 2023年 | 1月16日  | 百度                     | 沸點元宇宙之夜                         |      |
| 2023年 | 8月18日  | 騰訊視頻                 | 超級818汽車狂歡夜                      |      |
| 2023年 | 11月10日 | 湖南衛視、芒果TV         | 天貓雙11驚喜夜                         |      |
| 2023年 | 12月31日 | 江蘇衛視                 | 2024江蘇衛視跨年演唱會                 |      |
| 2024年 | 12月31日 | 湖南衛視                 | 2024-2025湖南衞視跨年晚會              |      |
| 2025年 | 1月11日  | CCTV-6/地方卫视/网络平台 | 百花迎春——中國文學藝術界2025春節大聯歡 |      |

## 獎項
| 年份   | 日期     | 頒獎典禮             | 榮譽                   | 結果 |
| 2019年 | 10月29日 | 2019北京時裝周       | 新時尚ICON             | 獲獎 |
| 2022年 | 11月29日 | 2022微博视界大会     | 年度优秀艺能           | 獲獎 |
| 2023年 | 1月16日  | 沸點元宇宙之夜       | 沸點藝能演員           | 獲獎 |
| 2023年 | 12月18日 | 騰訊視頻星光大賞     | 年度突破电视剧演员     | 獲獎 |
| 2023年 | 12月18日 | 騰訊視頻星光大賞     | 年度节目新锐之星       | 獲獎 |
| 2024年 | 1月9日   | 新京報               | 年度突破女演員         | 獲獎 |
| 2024年 | 11月5日  | 费加罗风尚盛典       | 费加罗年度风尚突破演员 | 獲獎 |
| 2025年 | 1月4日   | 2024騰訊視頻星光大賞 | 年度閃耀藝人           | 獲獎 |
| 2025年 | 1月4日   | 2024騰訊視頻星光大賞 | 年度节目人气之星       | 獲獎 |
| 2025年 | 1月11日  | 2024微博之夜         | 微博年度閃耀演员       | 獲獎 |

## 外部連結
- 孟子义工作室的新浪微博
- 孟子义的新浪微博
- 孟子义的小红书
- 孟子義的Instagram帳戶
- 孟子義在互联网电影资料库（IMDb）上的資料（英文）
- 孟子義在香港影庫上的簡介
- 孟子義在豆瓣上的资料（简体中文）